# Katharina Heinroth
Katharina Bertha Charlotte Heinroth, nacida Berger (Breslau, 4 de febrero de 1897-Berlín, 20 de octubre de 1989) fue una zoóloga alemana y directora del zoológico de Berlín, sucediendo a Oskar Heinroth, de 1945 a 1956.

## Biografía
Katharina Berger nació en Breslau junto a cuatro hermanos. De niña creció en el pueblo de Wohwitz, al oeste de Breslau, donde tenía ranas y otros animales en casa, observando el crecimiento de las mariposas. Más tarde señaló que esto fue importante para decidir sus intereses y su carrera futura. Estudió secundaria en Breslau y posteriormente estudió zoología, botánica y geología en Múnich. Se graduó con honores en 1923 gracias a sus trabajos sobre la audición de reptiles con Otto Köhler. Se mudó a Múnich en 1925, donde vivió con Gustav Adolf Rösch, asistente de Karl von Frisch. Katharina también trabajó con Frisch sobre las abejas y Breslau. Se casó con Rösch en 1928 pero se divorciaron a los pocos años. Más tarde, se mudó a Halle y trabajó en la biblioteca de la Academia Leopoldina. Después, se mudó a Berlín, donde se casó con Oskar Heinroth en 1933. Cuando éste murió en 1945 y con la fuga del anterior director nazi, Lutz Heck (cuyo padre Ludwig Heck también había trabajado en el zoológico de Berlín), Katharina Berger fue nombrada directora científica del zoológico de Berlín y ayudó a restaurarlo de los daños ocasionados por la guerra. De los 4.000 animales del zoológico, al final de la guerra sólo quedaban 91. Se ganó el apodo de "Katharina die Einzige" ("la única Katharina"). Se especializó en el comportamiento animal y era especialmente hábil en la cría de aves. A partir de 1953 también impartió clases de zoología en la Universidad Técnica de Berlín.  
Viajó mucho por trabajos que implicaban añadir animales al zoológico. Recaudó donaciones privadas para adquirir nuevos animales de todo el mundo. En un viaje a Uganda, observó que los marabús africanos no volaban cuando los humanos se acercaban, debido a la protección que se les brindaba. Junto con Oskar realizaron estudios sobre el comportamiento y la navegación de las palomas. Mitteleuropäische Vögel (1962), una obra importante sobre las aves de Europa central, fue escrita por Katharina Heinroth junto con J. Steinbacher con ilustraciones de Franz Murr. Además de numerosos escritos científicos y populares, también escribió una biografía de Oskar en 1971 y una autobiografía en 1979. Se jubiló como directora del zoológico de Berlín en 1956 y fue reemplazada por Heinz-Georg Klös.

## Premios y reconocimientos
En 1989, Katharina Heinroth recibió la Medalla Urania otorgada por Urania (Berlín). La escuela primaria "Katharina-Heinroth-Grundschule" ("Escuela primaria Katharina Heinroth") en Berlín recibió su nombre en 2000.
Cada año, la Sociedad berlinesa de Amigos de las Ciencias Naturales otorga a los y las estudiantes de las universidades berlinesas el "Katharina-Heinroth-Preis" ("Premio Katharina-Heinroth"). El premio se otorga por destacados trabajos fin de grado y fin de máster o proyectos de investigación independientes en el campo de las ciencias de la vida. Las personas destinatarias de este honor reciben 300 € además de una membresía de dos años en la sociedad.